# Mogwai Fear Satan Remixes
Mogwai Fear Satan Remixes – minialbum zespołu Mogwai wydany 30 marca 1998, zawierający 4 remiksy utworu „Mogwai Fear Satan”.

## Minialbum

### Historia
Mogwai Fear Satan Remixes – minialbum zespołu Mogwai, wydany 30 marca 1998 roku w Wielkiej Brytanii przez wytwórnię Eye Q Records jako CD oraz EP.
Minialbum zawiera Cztery wersje utworu „Mogwai Fear Satan”, zamykającego album Young Team, przedstawione przez takich artystów, jak Surgeon i Kevin Shields z My Bloody Valentine. Wersja winylowa jest pozbawiona remixu Mogwai, a to z uwagi na brak miejsca (plyta CD trwa około 40 minut)

### Lista utworów

#### Wersja CD
Lista według Discogs:
| Nr | Tytuł utworu                | Uwagi                                                                     | Długość |
| -- | --------------------------- | ------------------------------------------------------------------------- | ------- |
| 1. | „Mogwai Remix”              | remix – Cpt. Meat, Mogwai, Plasmatron                                     | 9:50    |
| 2. | „µ-Ziq Remix”               | Remix – Mike Paradinas, remix, producent (dodatkowy) – µ-Ziq              | 7:21    |
| 3. | „Surgeon Remix”             | remix, producent (dodatkowy) – Surgeon                                    | 6:26    |
| 4. | „My Bloody Valentine Remix” | remix – Kevin Shields, remix, producent (dodatkowy) – My Bloody Valentine | 16:12   |
|    |                             |                                                                           | 39:49   |

#### Wersja EP
Lista według Discogs:
Side A
| 1. | Fear Satan (My Bloody Valentine Remix) remix – My Bloody Valentine remix, producent (dodatkowy) – Kevin Shields |  |
|    | |  |
Side B
| 1. | Fear Satan (µ-Ziq Remix) remix – µ-Ziq remix, producent (dodatkowy) – Mike Paradinas |  |
|    |                                                                                      |  |
| 2. | Fear Satan (Surgeon Remix) remix, producent (dodatkowy) – Surgeon                    |  |
|    |                                                                                      |  |

## Odbiór

### Opinie krytyków
W opinii Vincenta Jeffriesa z AllMusic „pierwszy i najlepszy remiks został przygotowany przez sam zespół. Przesiąknięty echem i kontrastowymi melodiami fletu, utwór ten zawiera znajome i całkiem satysfakcjonujące falujące pół-crescendo. Niestety, pozostałe zabiegi to trzy smaki białego szumu, które mogą kontemplować tylko najbardziej ekstremalni miłośnicy art rocka”.

### Listy tygodniowe
| Kraj            | Lista            | Pozycja |
| --------------- | ---------------- | ------- |
| Wielka Brytania | UK Singles Chart | 57      |